# Alexander Mutiso Munyao

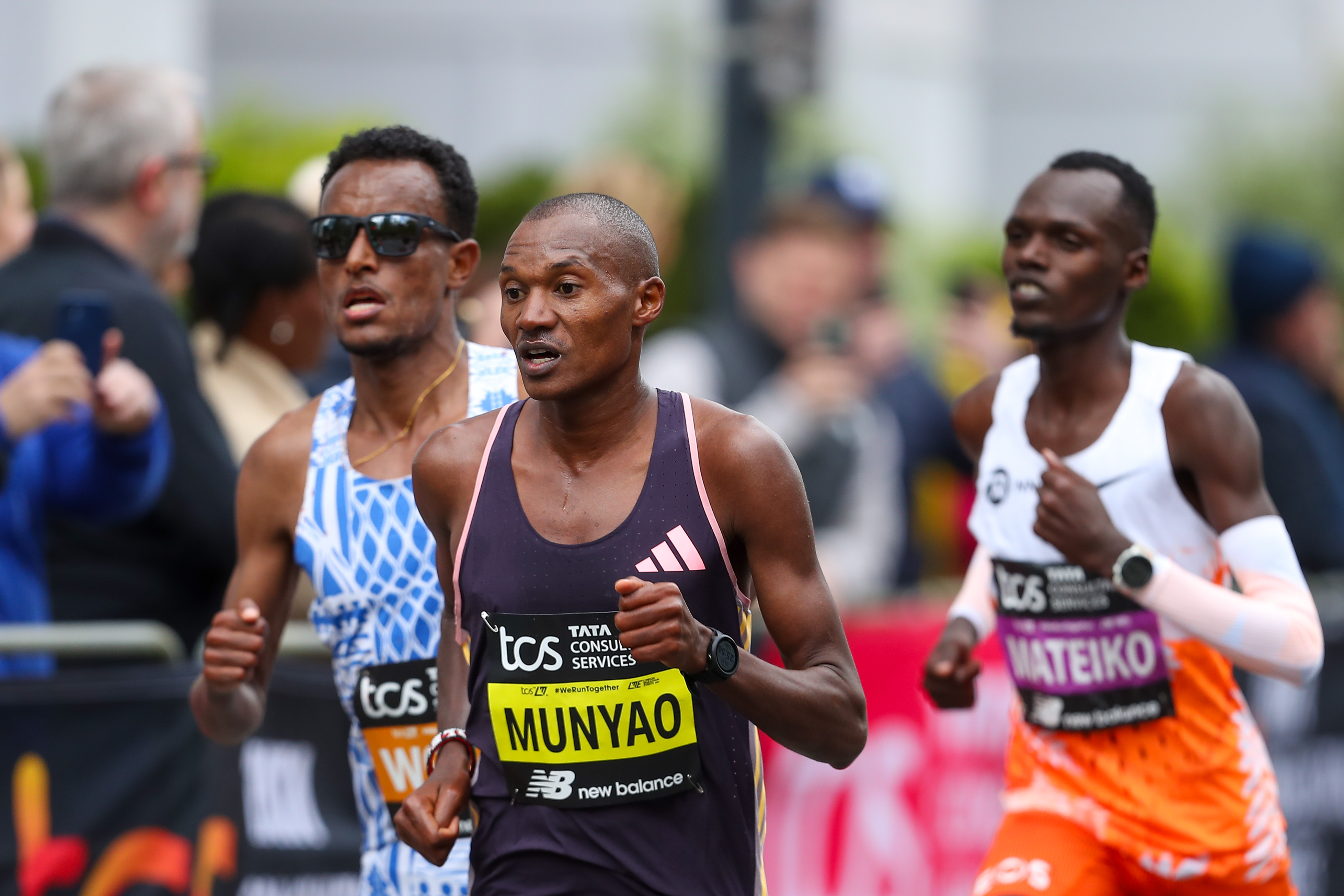
Alexander Mutiso Munyao (London Marathon 2024)

Alexander Mutiso Munyao (* 10. September 1996 in Kiteta, Makueni District) ist ein kenianischer Langstreckenläufer. Er gewann 2024 den London-Marathon.

## Sportliche Karriere
2013 gewann Munyao bei den U18-Leichtathletikweltmeisterschaften eine Bronzemedaille über 3000 m.
In den folgenden Jahren, die er hauptsächlich in Japan verbrachte, bestritt er zahlreiche Rennen zwischen 5000 m und Halbmarathon.
Seine persönliche Bestzeit von 57:59 min im Halbmarathon, die er 2020 beim Valencia-Halbmarathon aufstellte, ist die siebtschnellste über diese Strecke jemals gelaufene Zeit.
Bei seinem Marathondebüt 2022, ebenfalls in Valencia, wurde er in einer Zeit von 2:03:29 h Dritter.
2023 gewann er den Prag-Marathon in der Streckenrekordzeit von 2:05:09 h.
Im April 2024 siegte Munyao beim London-Marathon in einer Zeit von 2:04:01 h.

## Persönliche Bestleistungen
- Halbmarathon: 57:59 min, 2020 in Valencia
- Marathon: 2:03:29 h, 2022 in Valencia